# کلیماشونگتسا
کلیماشونگتسا (به لهستانی:  Klimaszewnica) یک روستا در لهستان است که در گمینا راجووو واقع شده‌است.